# Troll (szwedzki zespół muzyczny)
Troll, szwedzki zespół popowy pochodzący z Falun. Został odkryty w roku 1985 przez Jonasa Warnebringa. Pierwotna nazwa zespołu brzmiała Trollrock, a występujące w nim dziewczyny podczas koncertów nosiły na sobie kostiumy trolli. Pod tą nazwą w roku 1986 został wydany ich pierwszy album pt. Stoppa Sabbet. Chcąc zaistnieć na scenie międzynarodowej, dziewczyny skróciły nazwę i zrezygnowały z kostiumów. Wkrótce nagrały utwory It's A Miracle (1987), Calling On Your Heart (1988) oraz On A Kangaroo (1988), które przyniosły zespołowi dużą popularność. Największe sukcesy zaczął odnosić po podpisaniu kontraktu z trójką producentów Norell/Oson/Bard. To właśnie Bard jest autorem najbardziej znanego hitu Jimmy Dean, który zdobył światowe listy przebojów wiosną 1990. Po wydaniu kolejnych dwóch albumów Troll (1989) i Put Your Hands In The Air (1990), zespół wyruszył w trasę koncertową po Europie i USA, która zajęła aż dziewięć miesięcy (1990-1991). We wczesnych latach 90. Troll miał na swoim koncie kilka utworów, które zdobyły pierwsze miejsca na światowych listach przebojów (m.in. Midsummer Night, The Greatest Kid In Town). Zespół rozpadł się w roku 1995. Latem, każdego roku, w Falun odbywa się zjazd wielbicieli zespołu pod nazwą Troll Meet.

## Członkowie
- Annika Larsson – wokal
- Erica Bergman – wokal, gitara
- Helena Caspersson – wokal, gitara basowa
- Jenny Jons – wokal, perkusja
- Monica Blom – wokal, klawisze
- Nina Norberg – wokal, klawisze
- Petra Norén Dahl – wokal, perkusja

## Dyskografia

### Albumy
- Stoppa Sabbet (1986)
- Troll (1989)
- Put Your Hands In The Air (1990)
- Flashback #07 (1995)

### Single
- "It's A Miracle" (1987)
- "Calling On Your Heart" (1988)
- "On A Kangaroo" (1988)
- "Jimmy Dean" (1989)
- "It's Serious" (1990)
- "Midsummer Night" (1990)
- "Put Your Hands In The Air" (1990)
- "The Greatest Kid In Town" (1991)